# NHL (1936/1937)
Sezon NHL 1936–1937 był 20. sezonem ligi NHL. Osiem zespołów rozegrało po 48 meczów w sezonie zasadniczym. Puchar Stanleya zdobyła drużyna Detroit Red Wings.

## Sezon zasadniczy
M = Mecze, W = Wygrane, P = Przegrane, R = Remisy, PKT = Punkty, GZ = Gole Zdobyte, GS = Gole Stracone, KwM = Kary w minutach
| Dywizja Kanadyjska  | M  | W  | P  | R | PKT | GZ  | GS  | KwM |
| ------------------- | -- | -- | -- | - | --- | --- | --- | --- |
| Montreal Canadiens  | 48 | 24 | 18 | 6 | 54  | 115 | 111 | 298 |
| Montreal Maroons    | 48 | 22 | 17 | 9 | 53  | 126 | 110 | 379 |
| Toronto Maple Leafs | 48 | 22 | 21 | 5 | 49  | 119 | 115 | 371 |
| New York Americans  | 48 | 15 | 29 | 4 | 34  | 122 | 161 | 481 |

| Dywizja Amerykańska | M  | W  | P  | R | PKT | GZ  | GS  | KwM |
| ------------------- | -- | -- | -- | - | --- | --- | --- | --- |
| Detroit Red Wings   | 48 | 25 | 14 | 9 | 59  | 128 | 102 | 244 |
| Boston Bruins       | 48 | 23 | 18 | 7 | 53  | 120 | 110 | 303 |
| New York Rangers    | 48 | 19 | 20 | 9 | 47  | 117 | 106 | 312 |
| Chicago Black Hawks | 48 | 14 | 27 | 7 | 35  | 99  | 131 | 291 |

### Najlepsi strzelcy
| Zawodnik         | Drużyna                          | Mecze | Bramki | Asysty | Punkty | Kary w minutach |
| ---------------- | -------------------------------- | ----- | ------ | ------ | ------ | --------------- |
| Sweeney Schriner | New York Americans               | 48    | 21     | 25     | 46     | 17              |
| Syl Apps         | Toronto Maple Leafs              | 48    | 16     | 29     | 45     | 10              |
| Marty Barry      | Detroit Red Wings                | 48    | 17     | 27     | 44     | 6               |
| Larry Aurie      | Detroit Red Wings                | 45    | 23     | 20     | 43     | 20              |
| Busher Jackson   | Toronto Maple Leafs              | 46    | 21     | 19     | 40     | 12              |
| Johnny Gagnon    | Montreal Canadiens               | 48    | 20     | 16     | 36     | 38              |
| Bob Gracie       | Montreal Maroons                 | 47    | 11     | 25     | 36     | 18              |
| Nels Stewart     | Boston Bruins/New York Americans | 43    | 23     | 12     | 35     | 37              |
| Paul Thompson    | Chicago Black Hawks              | 47    | 17     | 18     | 35     | 28              |
| Bill Cowley      | Boston Bruins                    | 46    | 13     | 22     | 35     | 4               |

## Playoffs

### Ćwierćfinały
| Montreal Maroons – Boston Bruins | Montreal Maroons – Boston Bruins | Montreal Maroons – Boston Bruins | Montreal Maroons – Boston Bruins | Montreal Maroons – Boston Bruins | Montreal Maroons – Boston Bruins |
| Data                             | Wyjazd                           | Wyjazd                           | Dom                              | Dom                              |                                  |
| -------------------------------- | -------------------------------- | -------------------------------- | -------------------------------- | -------------------------------- | -------------------------------- |
| 23 marca                         | Boston                           | 1                                | 4                                | Mtl. Maroons                     |                                  |
| 25 marca                         | Mtl. Maroons                     | 0                                | 4                                | Boston                           |                                  |
| 28 marca                         | Mtl. Maroons                     | 4                                | 1                                | Boston                           |                                  |
| Mtl. Maroons wygrało 2:1         |                                  |                                  |                                  |                                  |                                  |

| Toronto Maple Leafs – New York Rangers | Toronto Maple Leafs – New York Rangers | Toronto Maple Leafs – New York Rangers | Toronto Maple Leafs – New York Rangers | Toronto Maple Leafs – New York Rangers | Toronto Maple Leafs – New York Rangers |
| Data                                   | Wyjazd                                 | Wyjazd                                 | Dom                                    | Dom                                    |                                        |
| -------------------------------------- | -------------------------------------- | -------------------------------------- | -------------------------------------- | -------------------------------------- | -------------------------------------- |
| 23 marca                               | NY Rangers                             | 3                                      | 0                                      | Toronto                                |                                        |
| 25 marca                               | Toronto                                | 1                                      | 2                                      | NY Rangers                             |                                        |
| NY Rangers wygrało 2:0                 |                                        |                                        |                                        |                                        |                                        |

### Półfinały
| Detroit Red Wings – Montreal Canadiens                      | Detroit Red Wings – Montreal Canadiens | Detroit Red Wings – Montreal Canadiens | Detroit Red Wings – Montreal Canadiens | Detroit Red Wings – Montreal Canadiens | Detroit Red Wings – Montreal Canadiens | Detroit Red Wings – Montreal Canadiens |
| Data                                                        | Wyjazd                                 | Wyjazd                                 | Dom                                    | Dom                                    |                                        |                                        |
| ----------------------------------------------------------- | -------------------------------------- | -------------------------------------- | -------------------------------------- | -------------------------------------- | -------------------------------------- | -------------------------------------- |
| 23 marca                                                    | Mtl. Canadiens                         | 0                                      | 4                                      | Detroit                                |                                        |                                        |
| 25 marca                                                    | Mtl. Canadiens                         | 1                                      | 5                                      | Detroit                                |                                        |                                        |
| 27 marca                                                    | Detroit                                | 1                                      | 3                                      | Mtl. Canadiens                         |                                        |                                        |
| 30 marca                                                    | Detroit                                | 1                                      | 3                                      | Mtl. Canadiens                         |                                        |                                        |
| 1 kwietnia                                                  | Detroit                                | 2                                      | 1                                      | Mtl. Canadiens                         | po 3 dogrywkach                        |                                        |
| Detroit wygrało 3:2 i awansowało do finału Pucharu Stanleya |                                        |                                        |                                        |                                        |                                        |                                        |

| New York Rangers – Montreal Maroons                            | New York Rangers – Montreal Maroons | New York Rangers – Montreal Maroons | New York Rangers – Montreal Maroons | New York Rangers – Montreal Maroons | New York Rangers – Montreal Maroons |
| Data                                                           | Wyjazd                              | Wyjazd                              | Dom                                 | Dom                                 |                                     |
| -------------------------------------------------------------- | ----------------------------------- | ----------------------------------- | ----------------------------------- | ----------------------------------- | ----------------------------------- |
| 1 kwietnia                                                     | Mtl. Maroons                        | 0                                   | 1                                   | NY Rangers                          |                                     |
| 3 kwietnia                                                     | NY Rangers                          | 4                                   | 0                                   | Mtl. Maroons                        |                                     |
| NY Rangers wygrało 2:0 i awansowało do finału Pucharu Stanleya |                                     |                                     |                                     |                                     |                                     |

### Finał Pucharu Stanleya
| New York Rangers – Detroit Red Wings          | New York Rangers – Detroit Red Wings | New York Rangers – Detroit Red Wings | New York Rangers – Detroit Red Wings | New York Rangers – Detroit Red Wings | New York Rangers – Detroit Red Wings |
| Data                                          | Wyjazd                               | Wyjazd                               | Dom                                  | Dom                                  |                                      |
| --------------------------------------------- | ------------------------------------ | ------------------------------------ | ------------------------------------ | ------------------------------------ | ------------------------------------ |
| 6 kwietnia                                    | Detroit                              | 1                                    | 5                                    | NY Rangers                           |                                      |
| 8 kwietnia                                    | NY Rangers                           | 2                                    | 4                                    | Detroit                              |                                      |
| 11 kwietnia                                   | NY Rangers                           | 1                                    | 0                                    | Detroit                              |                                      |
| 13 kwietnia                                   | NY Rangers                           | 0                                    | 1                                    | Detroit                              |                                      |
| 15 kwietnia                                   | NY Rangers                           | 0                                    | 3                                    | Detroit                              |                                      |
| Detroit wygrało 3:2 i zdobyło Puchar Stanleya |                                      |                                      |                                      |                                      |                                      |

## Nagrody
| Hart Memorial Trophy:      | Babe Siebert, Montreal Canadiens |
| Lady Byng Memorial Trophy: | Marty Barry, Detroit Red Wings   |
| Vezina Trophy:             | Normie Smith, Detroit Red Wings  |
| Calder Memorial Trophy:    | Syl Apps, Toronto Maple Leafs    |